# Felipe Zuleta Lleras
Felipe Zuleta Lleras (Bogotá, 11 de febrero de 1960) es un abogado, periodista, presentador, columnista, escritor, diplomático y político colombiano, exmiembro del Partido Liberal Colombiano.
Zuleta es un locutor detractor del progresismo de Colombia en la actualidad trabajando para Blu Radio (emisora de Caracol Televisión) y con su espacio digital llamado El Zuletazo, famoso por sus opiniones polémicas, apartándose incluso de la línea ideológica de su familia, Los Lleras, uno de los clanes familiares más poderesosos de su país.

## Biografía
Felipe Zuleta Lleras nació en Bogotá, el 11 de febrero de 1960, en el seno de una familia de la aristocracia colombiana, siendo su abuelo materno presidente de Colombia en ese momento. Zuleta estudió derecho en la Universidad Externado de Colombia, desde muy joven estuvo interesado por el periodismo de forma empírica a pesar de la oposición de su abuelo.
Participó en el gobierno del liberal Virgilio Barco (1986-1990) pasando por los cargos de Director ejecutivo de Inravisión (Instituto Nacional de Radio y Televisión), Consejero presidencial para las Comunicaciones y Viceministro de Comunicaciones (encargado). Ingresa al sector gremial como Presidente de la Asociación Colombiana de Exportadores de Flores (Asocolflores) en 1990 y regresa al periodismo como defensor del lector del diario El Tiempo al año siguiente. 
Desde entonces se convierte en un destacado formador de opinión con su participación en medios radiales y televisivos (Director de En Vivo Comienza el Día: 1995-1996 y Director del Noticiero Hora Cero Canal A: 1999) y a partir de 1997 escribe una columna semanal en el periódico El Espectador; por su actividad profesional ha ganado en dos ocasiones el Premio Nacional de Periodismo Simón Bolívar.

### Exilio y criticismo
Luego de ejercer como cónsul de Colombia en Boston (1997-1998) dirige un noticiero de televisión, antes de salir exiliado a Canadá en 2000 como producto de las amenazas de las FARC-EP por su oposición a la Zona de Distensión creada en el marco del fallido proceso de paz del gobierno de Andrés Pastrana. Desde Vancouver sigue escribiendo su columna y participando en el periodismo radial hasta que decide regresar a su país en 2008.

### Candidato al Senado
En noviembre de 2009 acepta ser candidato al Senado de la República enarbolando las banderas de la resolución de los casos de falsos positivos, la igualdad de derechos para las parejas homosexuales, la promoción del empleo juvenil y la anticoncepción de emergencia (píldora del día después), entre otros temas, como desarrollo de la ideología liberal en el país. Así mismo, se convirtió en uno de los adalides de la lucha anticorrupción durante la campaña electoral. Pese a que se convirtió en uno de los referentes del llamado "voto de opinión", Zuleta no alcanzó la curul en el Senado, obteniendo solo 20.000 votos.

### Regreso al periodismo
Luego de su infructuosa campaña al Congreso, Zuleta regresó al periodismo a través de su acostumbrada columna en El Espectador y a partir de 2012 como analista radial en el programa Mañanas Blu de la estación y del programa de televisión Voz Populi. Blu Radio.
En el 2022 publicó su primer libro llamado "Más allá de la familia presidencial" que se convirtió en el best seller por más de 4 meses. En febrero de 2023 lanzó su segundo libro. "Sin saben cómo soy, ¿para qué me invitan?" En 2024 publicó uno de los libros más vendidos ese año. "Las primeras damas"

## Controversias
En lo personal, durante su época de exilio Zuleta, quien es abiertamente homosexual, formalizó su relación de pareja como matrimonio; mientras que en lo profesional adquirió gran renombre por sus feroces críticas al gobierno de Álvaro Uribe, a quien acusa de presuntos vínculos con grupos narcotraficantes y paramilitares, y de promover desde el gobierno un modelo de coerción de las libertades y derechos de los ciudadanos el presentador Noticiero Hora Cero.
Tras su regreso a Colombia, Zuleta se involucra en el álgido tema de los llamados "falsos positivos" del Ejército colombiano en su lucha contra la insurgencia, publicando su investigación sobre las responsabilidades del Estado en las desapariciones de jóvenes en Soacha en forma de un documental titulado "La pobreza: Un "crimen" que se paga con la muerte"; este documental fue galardonado con el Premio India Catalina en marzo de 2010. 
En 2009 apoya al exfiscal Alfonso Gómez Méndez en su precandidatura a la Presidencia de Colombia por el Partido Liberal, pero tras su derrota reconoce y respalda la candidatura oficial de Rafael Pardo, quien le invita a participar en las elecciones legislativas de 2010.

## Familia

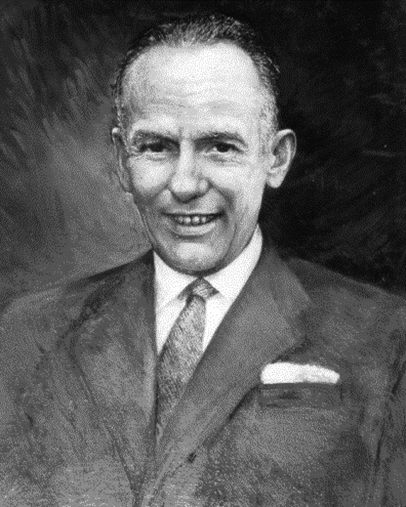
Su abuelo, el expresidente Alberto Lleras Camargo.

Felipe es miembro de las prestigiosas familias Zuleta y Lleras, involucradas en la política y la diplomacia en ambos extremos del bipartidismo (los Zuleta son conservadores de derecha y los Lleras, liberales de izquierda). Es hijo de Guillermo Zuleta Torres y de Consuelo Lleras Puga.
Su madre fue humanista, fue también activista política del Partido Liberal, siendo jefe de debate de Alfonso López Michelsen en su campaña presidencial de 1974, así como representante a la Cámara por Bogotá entre 1974 y 1978, fue la primera dirigente en Colombia en proponer la legalización del aborto.

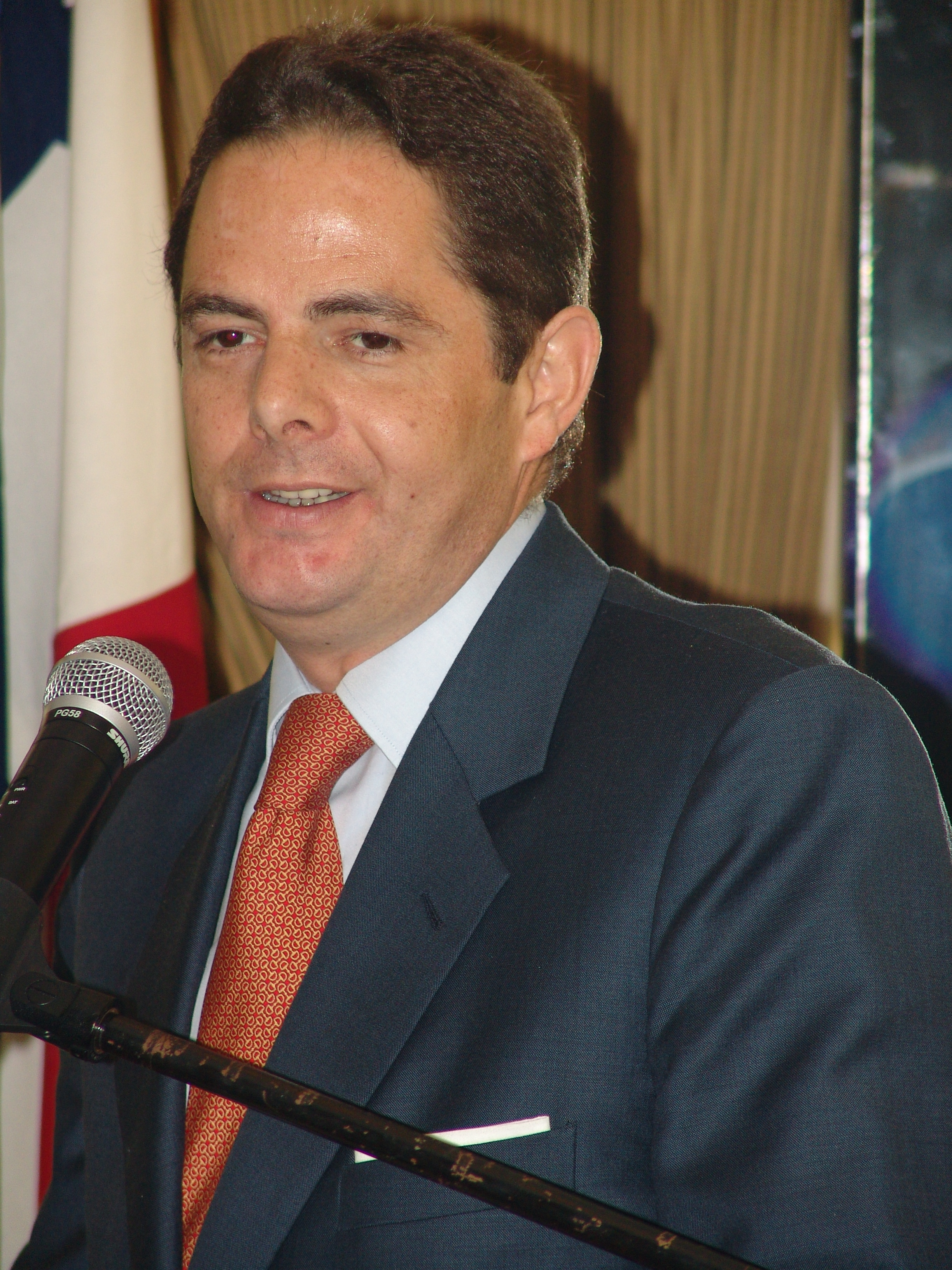
Su primo lejano, Germán Vargas Lleras.

Su padre era hijo del diplomático Eduardo Zuleta Ángel, presidente de la Comisión Preparatoria de las Naciones Unidas, quien a su vez era hijo del médico y diplomático Eduardo Zuleta Gaviria. Su tío abuelo Alberto, se casó con una nieta del expresidente Carlos Holguín Mallarino, siendo padre del político Hernando Zuleta Holguín (su tío segundo), quien es padre del economista Hernando y la abogada y politóloga María Margarita "Paca" Zuleta.
Su madre era hija del político y periodista Alberto Lleras Camargo, quien fue presidente en dos períodos de Colombia (gobernando durante el nacimiento de Felipe), quien era primo del científico Federico Lleras Acosta, padre del político Carlos Lleras Restrepo, quien también fue presidente de su país. El abuelo de Alberto era el educador Lorenzo María Lleras. Por otra parte, su madre era hija de la chilena Bertha Puga, quien a su vez lo era del general chileno Arturo Puga Martínez, expresidente de Chile.
El primo segundo de su abuelo, Carlos Lleras, fue el abuelo del político Germán Vargas Lleras, lo que lo convierte en uno de sus parientes lejanos.